# Georges-René Fournier
Georges-René Fournier, né le 25 février 1902 à Saulxures-sur-Moselotte (Vosges) et mort le 1er juillet 1971 à Illiers-Combray (Eure-et-Loir) est un architecte français.

## Principales réalisations

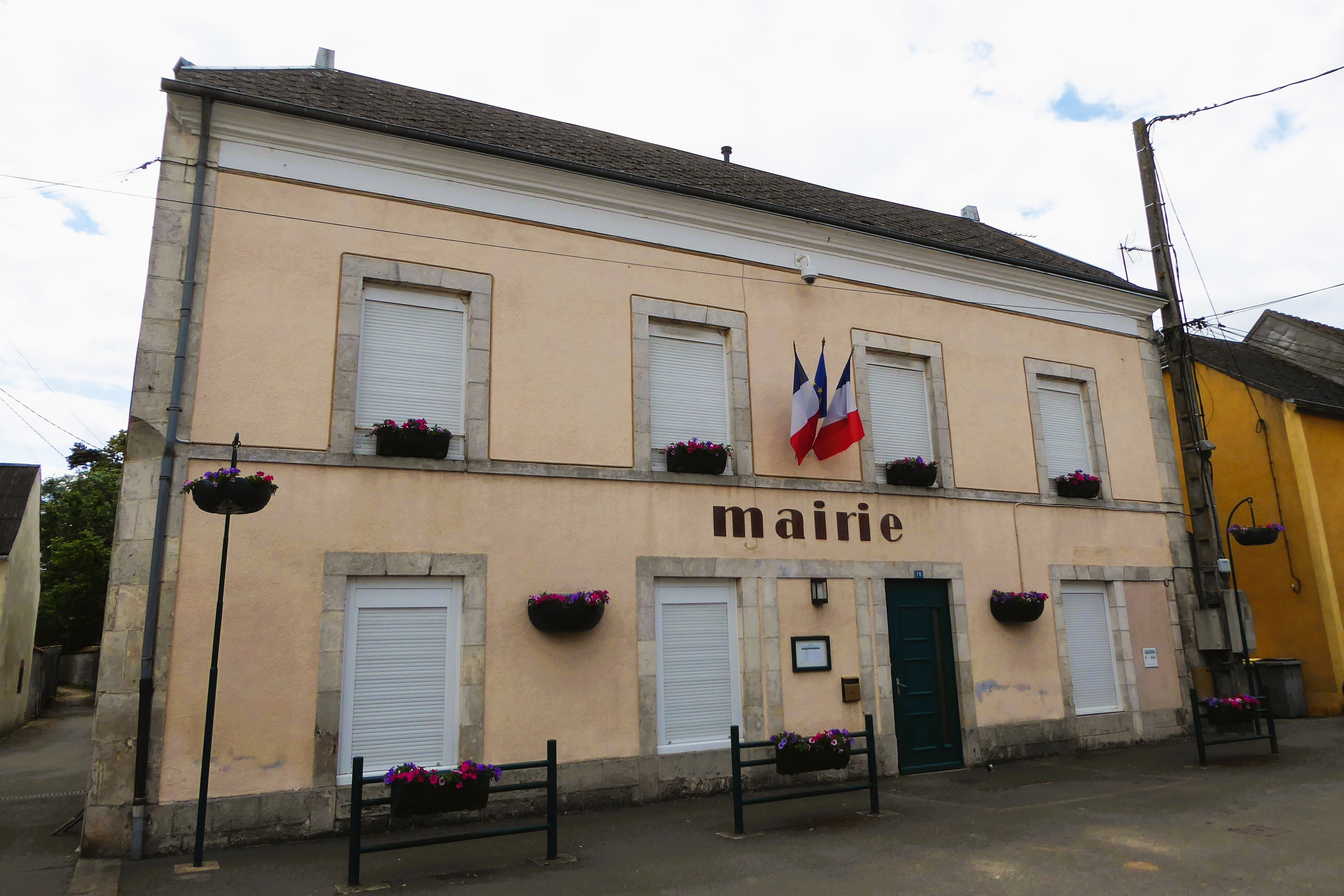
Mairie de Sancheville.

- Bains-douches d'Illiers, 1, rue de Beauce, Illiers-Combray (Eure-et-Loir), 1935-1937[2].
- Mairie-école de Chassant, rue des Acacias, Chassant (Eure-et-Loir), (1937-1953)  Labélisé ACR (2016)[3].
- Mairie-salle des fêtes de Sancheville, 19, rue de Croix, Sancheville (Eure-et-Loir), 1952[4].
- Lotissement d'habitation de Sancheville, 7 à 21 rue des Ouches ; 1 à 15 rue Jean Moulin, Sancheville (Eure-et-Loir)[4].
- Villa Blockhaus, 782, avenue de la Durandière, Saint-Georges-d'Oléron, 1957  Inscrit MH (1992)  Labélisé ACR[5].